# Tayu Kulon
Tayu Kulon is een bestuurslaag in het regentschap Pati van de provincie Midden-Java, Indonesië. Tayu Kulon telt 3501 inwoners (volkstelling 2010).